# Joan Marsh

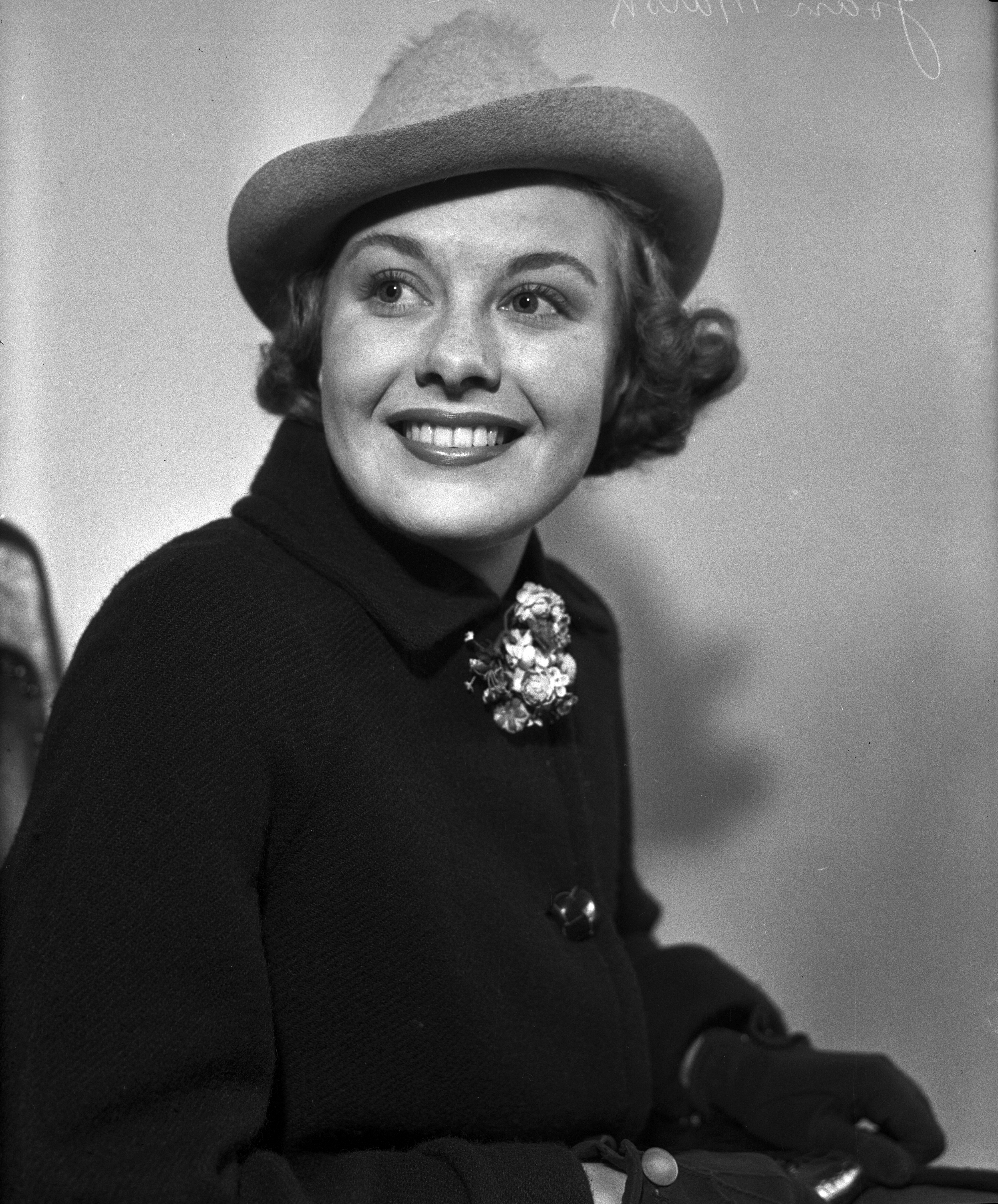
Joan Marsh (1936)

Joan Marsh, im Stummfilm aktiv als Dorothy Rosher, geboren als Dorothy D. Rosher (* 10. Juli 1914 in Porterville, Kalifornien; † 10. August 2000 in Ojai, Kalifornien) war eine US-amerikanische Schauspielerin und Geschäftsfrau.

## Leben
Dorothy D. Rosher kam über ihren Vater, den Kameramann Charles Rosher, als Kleinkind zum Film. Ihr Vater sorgte dafür, dass sein blondes Mädchen als Dorothy Rosher im Kleinkindalter mit winzigen Rollen von 1917 bis 1920 in von ihm fotografierten Starvehikeln Mary Pickfords auftrat und sich so vorübergehend zu einem Kinder-Semistar im Stummfilm entwickelte. Gleich zu Beginn ihrer Karriere sah man die Fünfjährige auch als Partnerin Charlie Chaplins (in dessen Kurzfilm Die Anleihe).
Mit Anbruch des Tonfilmzeitalters kehrte die attraktive junge Frau, die eine unverkennbare Ähnlichkeit mit Jean Harlow aufwies, unter dem neu gewählten Pseudonym Joan Marsh 1930 vor die Kamera zurück. Gleich im ersten Marsh-Film sang sie gemeinsam mit Bing Crosby, im Jahr darauf war sie Filmpartnerin von Joan Crawford und Clark Gable (in Irrwege des Lebens) und Greta Garbo (in Yvonne). Joan Marsh spielte anschließend tragende Neben- und einige Hauptrollen in weitgehend unbedeutenden B-Filmen, ihr Auftritt an der Seite der Garbo in der hochwertigen A-Produktion Anna Karenina fiel jedoch sehr klein aus.
Marshs erster Ehemann (1938 bis 1943) war der Drehbuchautor Charles Belden (1904–1954). In zweiter Ehe seit 1943 verheiratet, zog sich Joan Marsh nach Ablauf ihres Filmvertrages im darauf folgenden Jahr aus der Zelluloid-Branche zurück und widmete sich ihrem Privatleben. Mit der Firma Paper Unlimited betrieb sie nebenbei ein gut gehendes Schreibwarengeschäft.
Joan Marshs Halbbruder (aus einer späteren Ehe ihres Vaters Charles) war der Kameramann Charles Rosher junior.

## Filmografie (Auswahl)
- 1915: Hearts Aflame
- 1917: The Little Princess
- 1918: Köchin für alles (How Could You, Jean?)
- 1918: Johanna Enlists
- 1918: Die Anleihe
- 1918: Der geheimnisvolle Schatz (Captain Kidd jr.)
- 1919: Mein lieber süßer Onkel Langbein (Daddy Longlegs)
- 1920: Sonne im Herzen (Pollyanna)
- 1920: Der Roman einer kleinen Wäscherin (Suds)
- 1921: Der kleine Lord (Little Lord Fauntleroy)
- 1930: Der Jazzkönig (King of Jazz)
- 1931: Irrwege des Lebens (Dance Fool Dance)
- 1931: Yvonne (Inspiration)
- 1932: Are You Listening?
- 1932: Speed Demon
- 1933: High Gear
- 1933: Ein Stück vom Mond (Three-Cornered Moon)
- 1934: You’re Telling Me!
- 1934: We’re Rich Again
- 1935: Anna Karenina
- 1936: What Becomes of the Children?
- 1937: Hot Water
- 1937: Charlie Chan am Broadway
- 1938: The Lady Objects
- 1939: Idiot’s Delight
- 1939: Fast and Loose
- 1940: Blame it on Love (Kurzfilm)
- 1941: Der Weg nach Sansibar (Road to Zanzibar)
- 1942: The Man in the Trunk
- 1942: Police Bullets
- 1943: Secret Service in Darkest Africa
- 1943: Mr. Muggs Steps Out
- 1944: Follow the Leader